# فرانك لوس
فرانك لوس (26 أبريل 1878 - 9 سبتمبر 1962) (بالإنجليزية: Frank Luce)‏ هو لاعب كريكت بريطاني (وحمل سابقاً جنسية المملكة المتحدة لبريطانيا العظمى وأيرلندا).

## وصلات خارجية
- فرانك لوس على موقع إي آس بي آن كريك إنفو (الإنجليزية)